# Constitution du Botswana
Lire en ligne

Consulter

La Constitution du Botswana est la loi fondamentale de la république du Botswana depuis le 30 septembre 1966, date de son indépendance.

## Compléments